# Blissestraße (metrostation)
Blissestraße is een station van de metro van Berlijn, gelegen in het Berlijnse stadsdeel Wilmersdorf. Het station bevindt zich onder de Berliner Straße, tussen de kruising met de Uhlandstraße en die met de Blissestraße, nabij de historische kern van Wilmersdorf (tot 1920 een zelfstandige stad) rond de Wilhelmsaue. De Blissestraße is genoemd naar de Wilmersdorfse grootgrondbezittersfamilie Blisse, die aan het begin van de 20e eeuw een weeshuis in de stad stichtte. Station Blissestraße werd geopend op 29 januari 1971 en is onderdeel van lijn U7.
De bouw van het metrostation begon in 1967 in het kader van een westelijke verlenging van lijn 7, van station Möckernbrücke naar de Fehrbelliner Platz. In het gedeelde Berlijn ontwikkelde lijn 7 zich tot een van de belangrijkste West-Berlijnse verbindingen, die uiteindelijk een halve ring door de stad zou beschrijven en de in Oost-Berlijn gelegen historische binnenstad ontwijkt.
Station Blissestraße werd zoals vrijwel alle Berlijnse metrostations uit deze periode ontworpen door Rainer Rümmler. De architect creëerde voor het station een bijzonder vormgegeven plafond, bekleed met diverse gipsen bakjes die in combinatie met gedeeltelijke verlichting van onderaf een speels reliëf opleveren en een geluidsdempende functie hebben. De wanden langs de sporen hebben een bekleding van vierkante glanzende witte tegels gekregen, de steupilaren op het eilandperron zijn bekleed met bruin-grijze natuursteen. Het metrostation heeft hierdoor een wat voornamer uiterlijk dan de andere stations op dit deel van de U7.